# Marines (Val-d'Oise)
Marines és un municipi francès, situat al departament de Val-d'Oise i a la regió d'Illa de França. L'any 2007 tenia 3.199 habitants.
Forma part del cantó de Pontoise, del districte de Pontoise i de la Comunitat de comunes Vexin centre.

## Demografia

### Població
El 2007 la població de fet de Marines era de 3.199 persones. Hi havia 1.138 famílies, de les quals 288 eren unipersonals (138 homes vivint sols i 150 dones vivint soles), 273 parelles sense fills, 486 parelles amb fills i 91 famílies monoparentals amb fills.
La població ha evolucionat segons el següent gràfic:
Habitants censats

### Habitatges
El 2007 hi havia 1.251 habitatges, 1.153 eren l'habitatge principal de la família, 42 eren segones residències i 56 estaven desocupats. 982 eren cases i 257 eren apartaments. Dels 1.153 habitatges principals, 766 estaven ocupats pels seus propietaris, 340 estaven llogats i ocupats pels llogaters i 46 estaven cedits a títol gratuït; 50 tenien una cambra, 105 en tenien dues, 202 en tenien tres, 251 en tenien quatre i 545 en tenien cinc o més. 786 habitatges disposaven pel capbaix d'una plaça de pàrquing. A 512 habitatges hi havia un automòbil i a 510 n'hi havia dos o més.

### Piràmide de població
La piràmide de població per edats i sexe el 2009 era:
| Homes | Edats   | Dones |
| ----- | ------- | ----- |
| 1     | 95 o +  | 9     |
| 4     | 90 a 94 | 41    |
| 11    | 85 a 89 | 27    |
| 13    | 80 a 84 | 56    |
| 33    | 75 a 79 | 48    |
| 60    | 70 a 74 | 28    |
| 65    | 65 a 69 | 72    |
| 52    | 60 a 64 | 44    |
| 39    | 55 a 59 | 58    |
| 101   | 50 a 54 | 82    |
| 101   | 45 a 49 | 94    |
| 118   | 40 a 44 | 114   |
| 149   | 35 a 39 | 131   |
| 75    | 30 a 34 | 139   |
| 76    | 25 a 29 | 81    |
| 73    | 20 a 24 | 74    |
| 114   | 15 a 19 | 81    |
| 121   | 10 a 14 | 137   |
| 115   | 5 a 9   | 95    |
| 107   | 0 a 4   | 102   |

## Economia
El 2007 la població en edat de treballar era de 2.108 persones, 1.587 eren actives i 521 eren inactives. De les 1.587 persones actives 1.483 estaven ocupades (761 homes i 722 dones) i 104 estaven aturades (56 homes i 48 dones). De les 521 persones inactives 159 estaven jubilades, 226 estaven estudiant i 136 estaven classificades com a «altres inactius».

### Ingressos
El 2009 a Marines hi havia 1.146 unitats fiscals que integraven 3.051 persones, la mediana anual d'ingressos fiscals per persona era de 22.361 €.

### Activitats econòmiques
Dels 190 establiments que hi havia el 2007, 1 era d'una empresa extractiva, 2 d'empreses alimentàries, 6 d'empreses de fabricació de material elèctric, 2 d'empreses de fabricació d'elements pel transport, 20 d'empreses de fabricació d'altres productes industrials, 22 d'empreses de construcció, 42 d'empreses de comerç i reparació d'automòbils, 10 d'empreses de transport, 9 d'empreses d'hostatgeria i restauració, 4 d'empreses d'informació i comunicació, 9 d'empreses financeres, 6 d'empreses immobiliàries, 30 d'empreses de serveis, 21 d'entitats de l'administració pública i 6 d'empreses classificades com a «altres activitats de serveis».
Dels 48 establiments de servei als particulars que hi havia el 2009, 1 era una oficina d'administració d'Hisenda pública, 1 gendarmeria, 1 oficina de correu, 4 oficines bancàries, 6 tallers de reparació d'automòbils i de material agrícola, 1 autoescola, 1 paleta, 1 guixaire pintor, 6 fusteries, 5 lampisteries, 2 electricistes, 2 empreses de construcció, 3 perruqueries, 3 veterinaris, 6 restaurants, 4 agències immobiliàries i 1 saló de bellesa.
Dels 14 establiments comercials que hi havia el 2009, 1 era un hipermercat, 1 una botiga de més de 120 m², 2 fleques, 2 carnisseries, 1 una botiga de congelats, 1 una llibreria, 1 una botiga de roba, 1 una sabateria, 1 una botiga d'electrodomèstics, 1 una botiga de material de revestiment de parets i terra i 2 floristeries.

## Equipaments sanitaris i escolars
El 2009 hi havia 1 un hospital de tractaments de llarga durada, 1 farmàcia i 1 ambulància.
El 2009 hi havia 1 escola maternal i 1 escola elemental. Marines disposava d'un col·legi d'educació secundària amb 592 alumnes.

## Poblacions més properes
El següent diagrama mostra les poblacions més properes.